# Brânză topită
Brânză topită este un sortiment de brânză obținut prin procesarea brânzei împreună cu ingrediente nefermentate și emulsifiatori. Avantajul acesteia asupra brânzei naturale constă în faptul că rezistă mai mult timp pe raft fără să se degradeze.

## Istoric
Brânza a fost procesată și comercializată în acest mod pentru prima oară de către Walter Gerber Thun și Fritz Stettler în Elveția, în anul 1911. Ei au obținut acest produs prin mărunțirea brânzei emmentaler, care era apoi amestecată cu citrat de sodiu și încălzită pentru a obține un amestec omogen, care se întărea la răcire. Totuși, brevetul lor de invenție nu specifica adăugarea fosfaților de potasiu (săruri emulsifiante), aceștia fiind menționați în procesul de preparare a brânzei topite pentru prima oară în anul 1921, într-un brevet de invenție acordat americanului George Herbert Garstin.